# Nations Cup de 1990
Nations Cup de 1990 foi a quarta edição da competição, um evento anual de patinação artística no gelo organizado pela Deutsche Eislauf-Union. A competição foi disputada na cidade de Gelsenkirchen, Alemanha.

## Eventos
- Individual masculino
- Individual feminino
- Duplas
- Dança no gelo

## Medalhistas
| Evento                        | Ouro                                                    | Prata                                          | Bronze                                            |
| Individual masculino detalhes | Kurt Browning · Canadá                                  | Todd Eldredge · Estados Unidos                 | Ronny Winkler · Alemanha                          |
| Individual feminino detalhes  | Kristi Yamaguchi · Estados Unidos                       | Evelyn Großmann · Alemanha                     | Karen Preston · Canadá                            |
| Duplas detalhes               | Natalia Mishkutionok · Artur Dmitriev · União Soviética | Christine Hough · Doug Ladret · Canadá         | Radka Kovaříková · René Novotný · Tchecoslováquia |
| Dança no gelo detalhes        | Irina Romanova · Igor Yaroshenko · União Soviética      | April Sargent · Russ Witherby · Estados Unidos | Anna Croci · Luca Mantovani · Itália              |

## Resultados

### Individual masculino
| Pos.              | Nome                  | Nacionalidade   |
| ----------------- | --------------------- | --------------- |
| Medalha de ouro   | Kurt Browning         | Canadá          |
| Medalha de prata  | Todd Eldredge         | Estados Unidos  |
| Medalha de bronze | Ronny Winkler         | Alemanha        |
| 4                 | Alessandro Riccitelli | Itália          |
| 5                 | Axel Médéric          | França          |
| 6                 | Oliver Höner          | Suíça           |
| 7                 | Daniel Weiss          | Alemanha        |
| 8                 | Steven Cousins        | Reino Unido     |
| 9                 | Pavel Vanco           | Tchecoslováquia |
| 10                | Masakazu Kagiyama     | Japão           |

### Individual feminino
| Pos.              | Nome                | Nacionalidade   |
| ----------------- | ------------------- | --------------- |
| Medalha de ouro   | Kristi Yamaguchi    | Estados Unidos  |
| Medalha de prata  | Evelyn Großmann     | Alemanha        |
| Medalha de bronze | Karen Preston       | Canadá          |
| 4                 | Marina Kielmann     | Alemanha        |
| 5                 | Yuka Sato           | Japão           |
| 6                 | Marie-Pierre Leray  | França          |
| 7                 | Marcella Kochollova | Tchecoslováquia |
| 8                 | Nathalie Krieg      | Suíça           |
| 9                 | Alma Lepina         | União Soviética |
| 10                | Christine Mauri     | Itália          |
| 11                | Andrea Law          | Reino Unido     |

### Duplas
| Pos.              | Nome                                       | Nacionalidade   |
| ----------------- | ------------------------------------------ | --------------- |
| Medalha de ouro   | Natalia Mishkutionok / Artur Dmitriev      | União Soviética |
| Medalha de prata  | Christine Hough / Doug Ladret              | Canadá          |
| Medalha de bronze | Radka Kovaříková / René Novotný            | Tchecoslováquia |
| 4                 | Sharon Carz / Doug Williams                | Estados Unidos  |
| 5                 | Ines Müller / Ingo Steuer                  | Alemanha        |
| 6                 | Catherine Barker / Michael Aldred          | Reino Unido     |
| 7                 | Patricia Jares / Thorsten Alexander Weigle | Alemanha        |
| 8                 | Nadine Pflaum / Daniele Caprano            | Alemanha        |
| 9                 | Saskia Bourgeois / Guy Bourgeois           | Suíça           |
| 10                | Anna Tabacchi / Massimo Salvade            | Itália          |

### Dança no gelo
| Pos.              | Nome                                | Nacionalidade   |
| ----------------- | ----------------------------------- | --------------- |
| Medalha de ouro   | Irina Romanova / Igor Yaroshenko    | União Soviética |
| Medalha de prata  | April Sargent / Russ Witherby       | Estados Unidos  |
| Medalha de bronze | Anna Croci / Luca Mantovani         | Itália          |
| 4                 | Isabelle Debernis / Xavier Debernis | França          |
| 5                 | Monika Mandikova / Oliver Pekar     | Tchecoslováquia |
| 6                 | Saskia Stahler / Sven Authorsen     | Alemanha        |
| 7                 | Anne Hall / Jason Blomfield         | Reino Unido     |
| 8                 | Diane Gerenscer / Bernard Columberg | Suíça           |
| 9                 | Laurie Palmer / Mark Mitchell       | Canadá          |
| 10                | Syoko Higashino / Tatsuro Matsumura | Japão           |

## Quadro de medalhas
| Ordem | País            | Medalha de ouro | Medalha de prata | Medalha de bronze |    | Ordem por total |
| ----- | --------------- | --------------- | ---------------- | ----------------- | -- | --------------- |
| 1     | União Soviética | 2               |                  |                   | 2  | 3               |
| 2     | Estados Unidos  | 1               | 2                |                   | 3  | 1               |
| 3     | Canadá          | 1               | 1                | 1                 | 3  | 1               |
| 4     | Alemanha        |                 | 1                | 1                 | 2  | 3               |
| 5     | Itália          |                 |                  | 1                 | 1  | 5               |
| 5     | Tchecoslováquia |                 |                  | 1                 | 1  | 5               |
| TOTAL | TOTAL           | 4               | 4                | 4                 | 12 | —               |